# انیگما (فیلم ۲۰۰۹)
«انیگما» (انگلیسی: Enigma (2009 film)) فیلمی در ژانر علمی–تخیلی است که در سال ۲۰۰۹ منتشر شد.